# ロッキード コンステレーション
コンステレーション
トランス・ワールド航空の
L-1049「スーパー・コンステレーション」の派生型L-1649「スターライナー」（主翼が新設計）
- 用途：旅客機
- 製造者：ロッキード
- 運用者：トランス・ワールド航空
パンアメリカン航空
ヴァリグ・ブラジル航空
英国海外航空など
- 初飛行：1943年
- 生産開始：1943年
- 運用状況：数機のみ

ロッキード コンステレーション（Lockheed Constellation）は、アメリカ合衆国の航空機メーカー・ロッキード社が開発・製造した、与圧構造装備の4発大型プロペラ旅客機である。「コンステレーション」を略したコニー（Connie）のニックネームと、3枚垂直尾翼付きの独特な機体形状で知られ、1940年代から1950年代にかけて、レシプロエンジン旅客機の歴史の掉尾を飾った存在としても著名である。

## 沿革

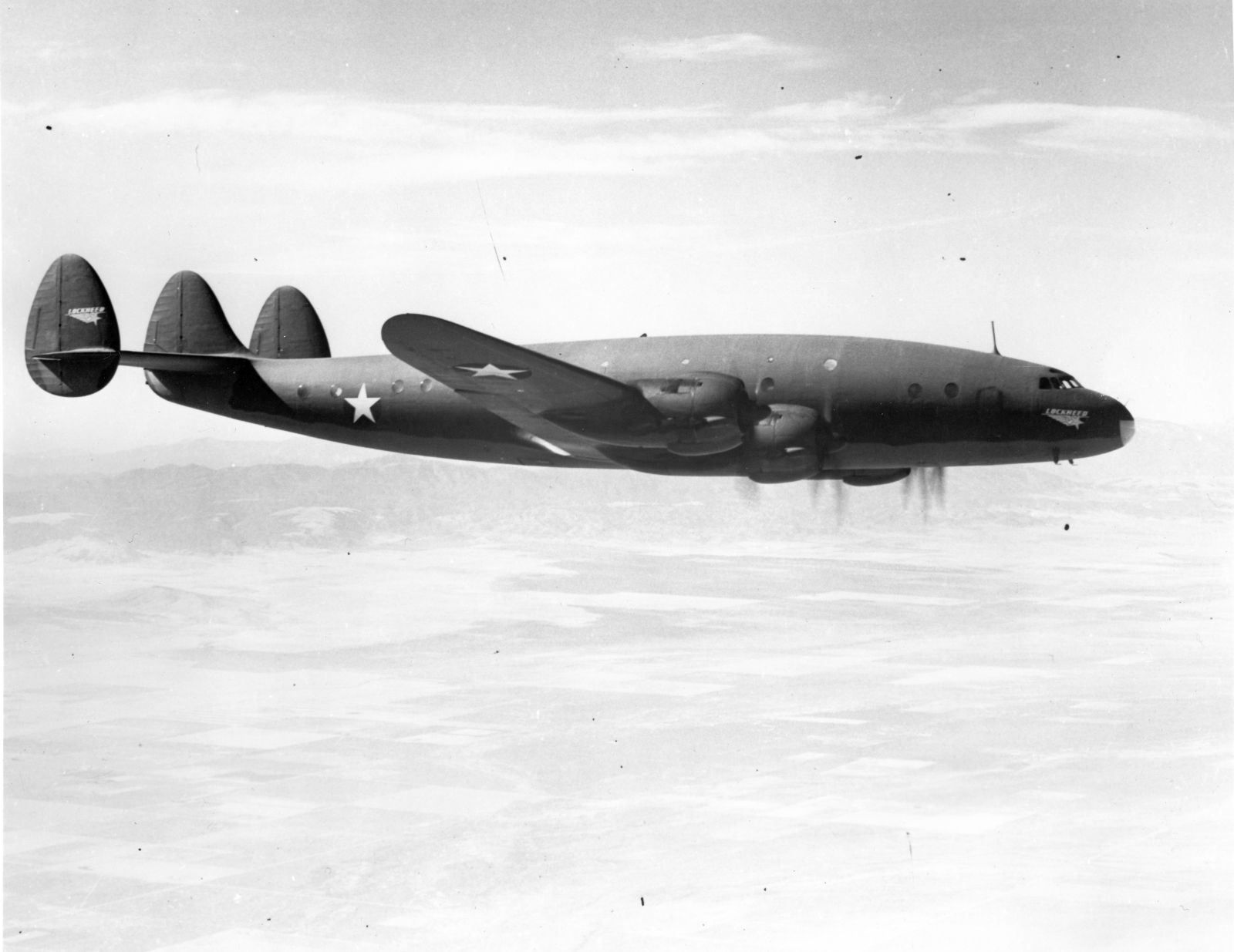
C-69（アメリカ陸軍航空隊）

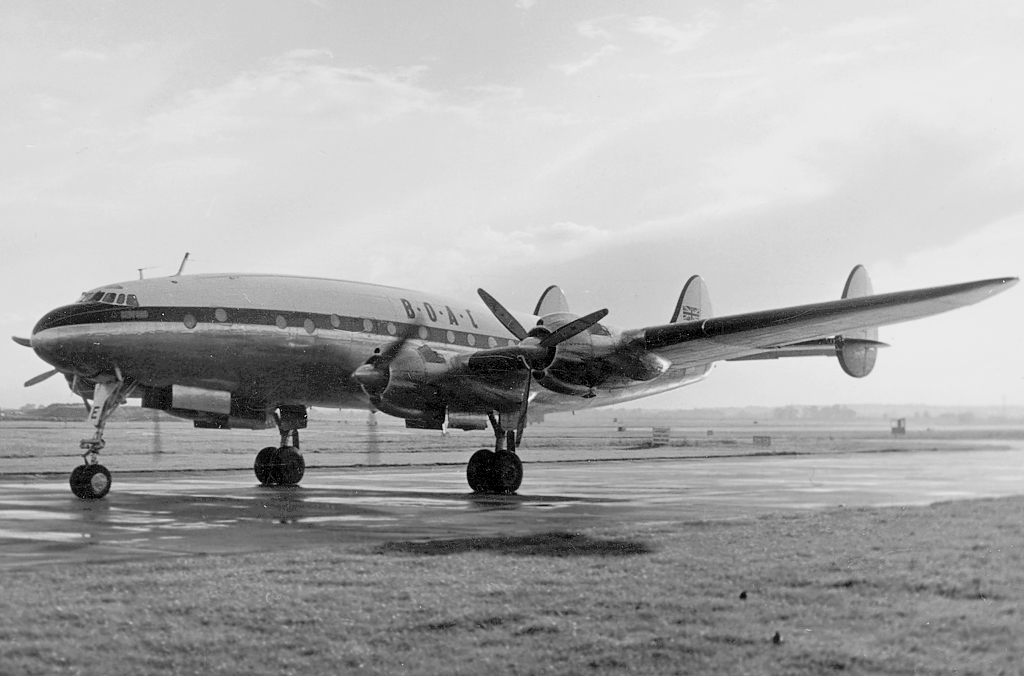
L-049コンステレーション（英国海外航空）

### 開発開始
1939年に、トランス・ワールド航空（TWA）のオーナーで、大富豪として知られるハワード・ヒューズの支援のもと、当時の新鋭長距離爆撃機を超える飛行性能と与圧された客室を持ち、北アメリカ大陸無着陸横断飛行が可能な旅客輸送機を目標に、ロッキード社のカリフォルニア州・バーバンク工場で「L-49」の計画名称で開発が始まった。

### 初期型
第二次世界大戦中の1943年1月9日に初飛行。プラット・アンド・ホイットニー R-2800型を4基搭載し、航続距離、巡航速度は世界最高性能を誇った。
第二次世界大戦への参戦により、アメリカが戦時体制下に置かれたことから、完成したL-49は、トランスワールド航空ではなくアメリカ陸軍に輸送機「C-69」として納入されることが決定していた。
しかし、ロッキードではP-38ライトニングなどの製造が優先され、量産計画も立てられない状況が続き、1945年8月の戦争終結まで数機が完成して訓練用などに用いられたに留まり、実戦配備には至らなかった。

### 生産再開
戦時中、「L-49」の計画名称はロッキード社設計チームとトランスワールド航空の技術職員が討議した改良案で「L-049」に変更された。1945年10月1日、トランスワールド航空が一機目を受領、同年12月3日ワシントンD.C.-パリ便から就航した。
その後ライバルのパンアメリカン航空をはじめ、各国で民間航空が復活するとともに英国海外航空、エールフランス航空やKLMオランダ航空など、各国のフラッグキャリアをはじめとした航空会社に向けた生産が拡大された。そして、これらの航空会社により大西洋、続いて太平洋を越えて運航される最初の民間機の一つとなった。

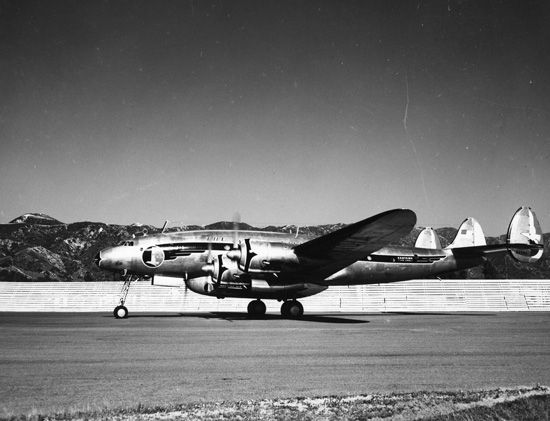
L-649コンステレーション（イースタン航空）

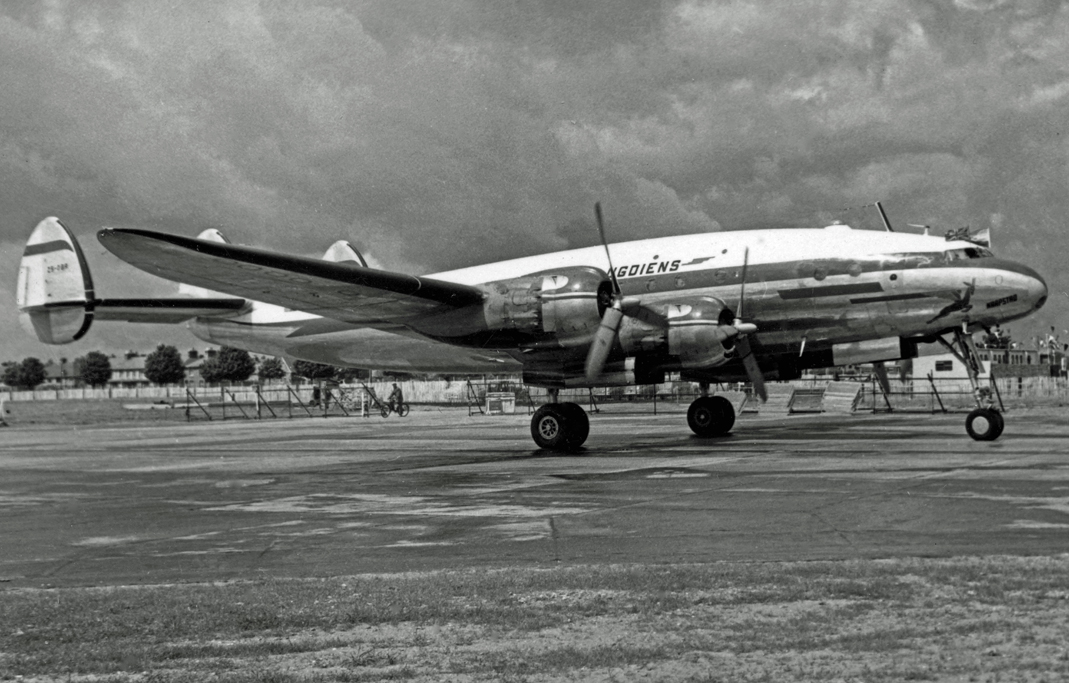
L-749コンステレーション（南アフリカ航空）

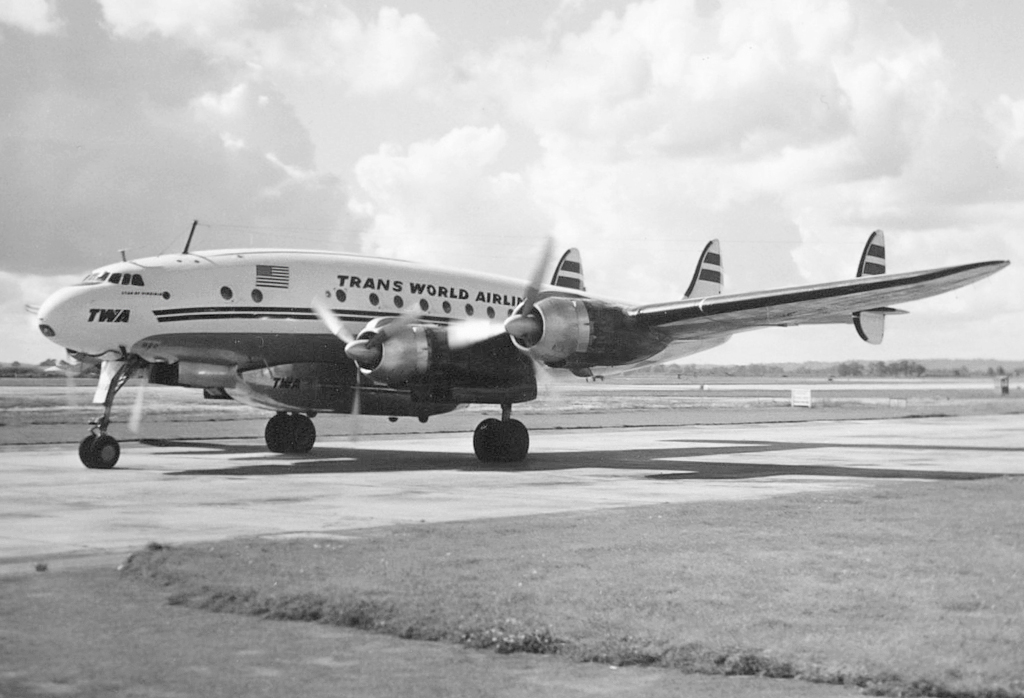
1954年ヒースロー空港のTWA、L-749A「N6022C・Star of Virginia」スピードパックを取付けている

1947年には、ライバルのダグラス DC-6に対抗する2モデルを発表した。大西洋横断飛行用に燃料タンクを増設した「L-749　コンステレーション」と、北米大陸横断飛行用にカスタマイズした「L-049-84」案からの量産モデル「L-649」である。いずれもエンジンをライト R-3350型749C18BDデュプレックス・サイクロンに換装し、巡航速度を向上させ搭載重量を大幅に増やしている。
1947年3月14日にL-749 が投入され、トランス・ワールド航空やパンアメリカン航空の大西洋横断路線に導入された。L-649 は同年5月にイースタン航空へ納入された。ここで高評価を得て、エールフランス航空の追加採用、ウェスタン航空などからの発注が続いた。
ペイロード強化には成功した反面、細い胴体からくる手荷物や郵便物などを扱う貨物室の狭さや、日を追って増加する乗客に対応するため機体の大型化による容積の拡大が要望され、搭載重量に余裕があるL-649の機体中央に懸架するカッターボート状で非与圧の脱着式貨物用バルク「スピードパック（Speedpak）」をオプションとして開発し、イースタン航空やウェスタン航空などがこれを採用した。

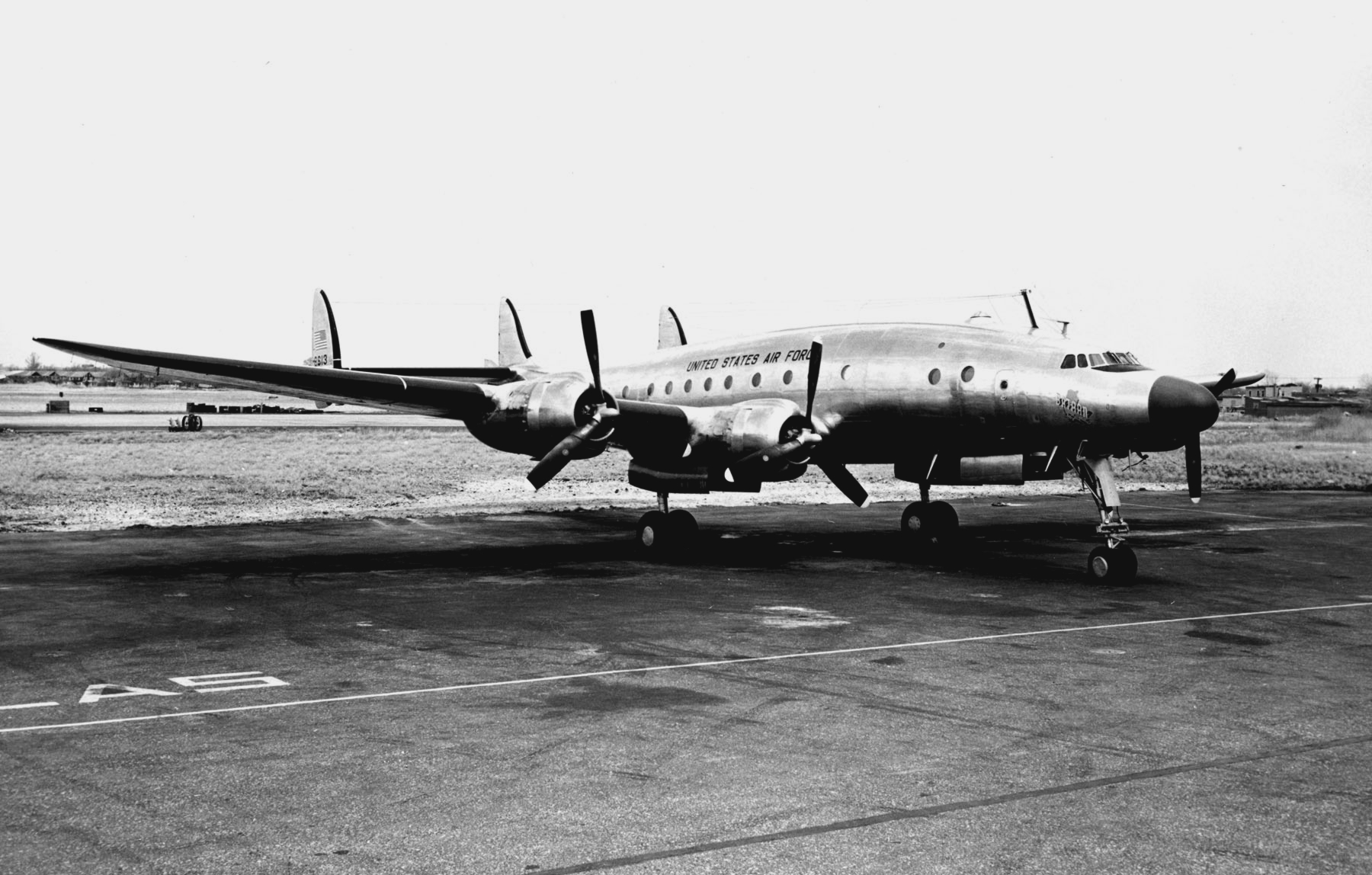
VC-121A「バターン号」

L-749は軍用の「C-121」として採用され、ドワイト・D・アイゼンハワー大統領の専用機（VC-121）やダグラス・マッカーサー元帥の専用機「バターン号（VC-121A）」としても使用された。

### 航続距離延長型
ダグラスがDC-6のペイロード増加型貨物輸送機DC-6Aから旅客型DC-6Bを開発して販売したのにともない、ロッキード社は胴体の中央を直線円筒状に5.64 m延長した「L-1049スーパー・コンステレーション」を発表した。
開発期間の短縮へ民間モデルL-049のデモンストレーション試験機を改造、追加新型機製造へ行程簡略する合理化作業も行った。これにより懸案だった容積不足は解消したが、L-1049は北米大陸横断便では搭載人員に対するエンジンの出力不足は否めず、また大西洋横断路線便用のL-749は航続距離不足でトランスワールド航空のハブ空港であったニューヨークのアイドルワイルド国際空港からの大西洋無着陸飛行ができなかった（アイルランドのシャノンやカナダのガンダー、グース・ベイなどへ、給油のための着陸が必要であった）。
このためL-1049を更に改良し、1950年にはエンジンをターボコンパウンド付ライトR-3350型972-TC-18DAに換装し出力不足を解消、構造を強化したL-1049Cと貨客混載型L-1049Dを追加した。1951年7月には航続距離を向上させたL-1049Gが導入され、トランス・ワールド航空のみならず長距離路線を多く保有するエール・フランス、ルフトハンザ・ドイツ航空やヴァリグ・ブラジル航空など世界の大手航空会社に導入された。

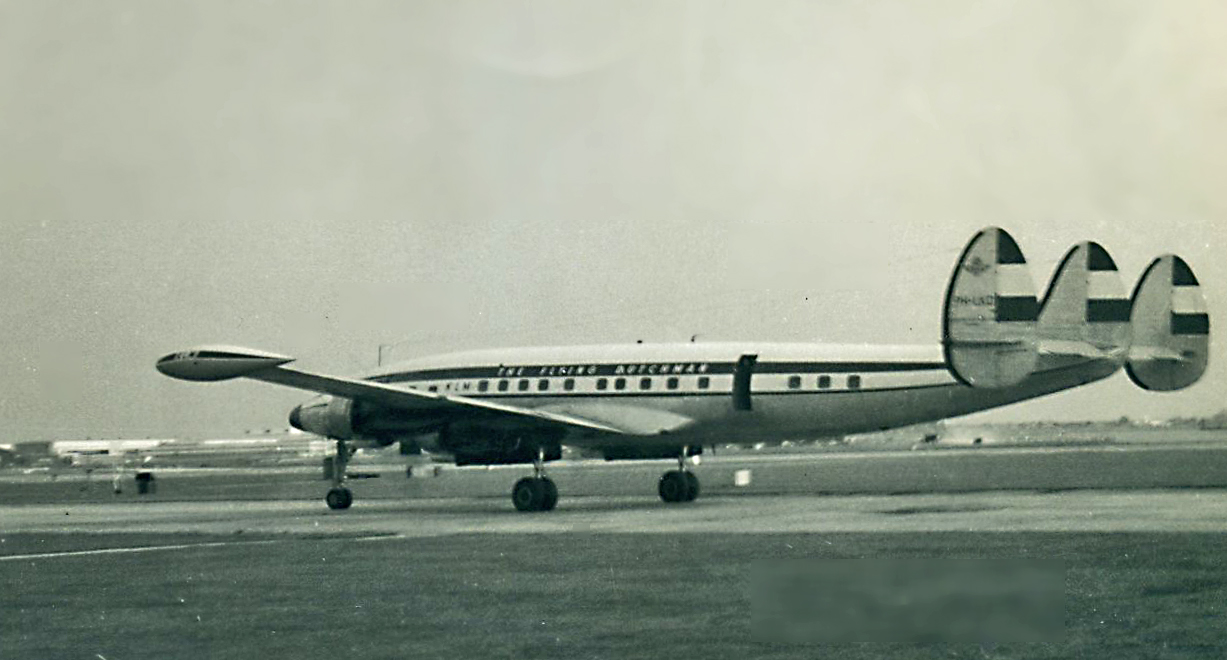
L-1049G スーパー・コンステレーション（KLMオランダ航空）

L-1049Gの特色とされる翼端燃料タンク、通称「チップ・タンク」はオプションで、おもに大洋横断飛行用など長距離飛行用仕様機に装備され、陸上を飛行するL-1049Gや準同型貨客混載型のL-1049Hでは取り付けない機体もあった。
その多くが太平洋や大西洋横断路線、アメリカ大陸横断路線などの長距離かつ需要の大きい路線に、DC-6などともに投入され、その結果1950年代に至るまで「クイーン・メリー」や「ユナイテッド・ステーツ」、「クイーン・エリザベス」などの豪華客船が大きなシェアを占めていた大西洋横断航路や、太平洋横断航路はいずれも衰退に追い込まれた。
また1952年に就航した、世界初のジェット旅客機であるデ・ハビランド DH.106 コメットの設計不良による連続事故と、その後の飛行停止措置、および発注取り消しにも助けられ、その生産機数は伸び続けた。

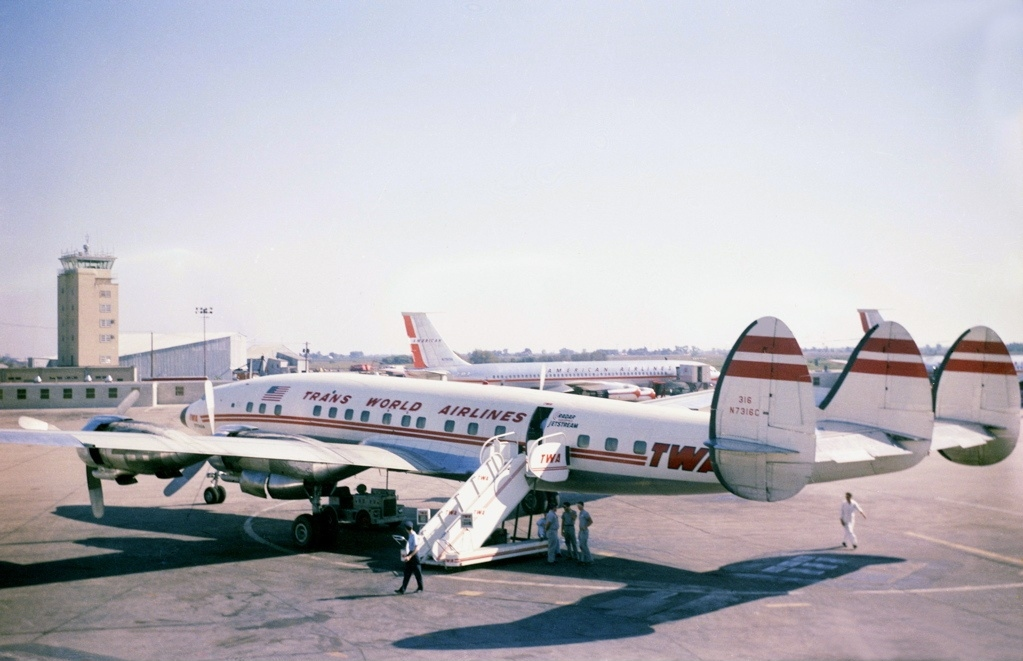
L-1649A スターライナー（トランス・ワールド航空）

1956年には、開発中のDC-7Cに対抗して改良型エンジンR-3350 988 TC18-EA-2より大きな翼型に設計を変更し、航続距離をさらに伸ばした最終発展型のL-1649A スターライナーが追加されたが、ジェット旅客機のボーイング707やダグラス DC-8の就航の直前であったこともあり、生産は44機、採用はトランス・ワールド航空、ルフトハンザドイツ航空、エールフランス航空の3社に留まった。
エールフランス航空はL-049、L-749、L-649、L-1049にL-1649Aの全てのモデルを採用した唯一の航空会社である（トランスワールド航空は中古のL-649を取得しているが、新規採用はしていない）。

### 生産中止
新型ターボプロップ機のL-188 エレクトラの生産開始と、ボーイング707やダグラスDC-8、コンベア880などのジェット機への注文移行を受け、1958年にL-1049Hの生産を終了、ターボプロップ機やボーイング707、ダグラス DC-8などのジェット機に道を譲った形となった。
生産が開始された1943年から1958年までの間に、民間型、軍用型合わせて856機が生産され、ボーイング377やDC-7Cとともにレシプロ機の黄金時代の最後を飾る機体となった。

### 第一線からの退役

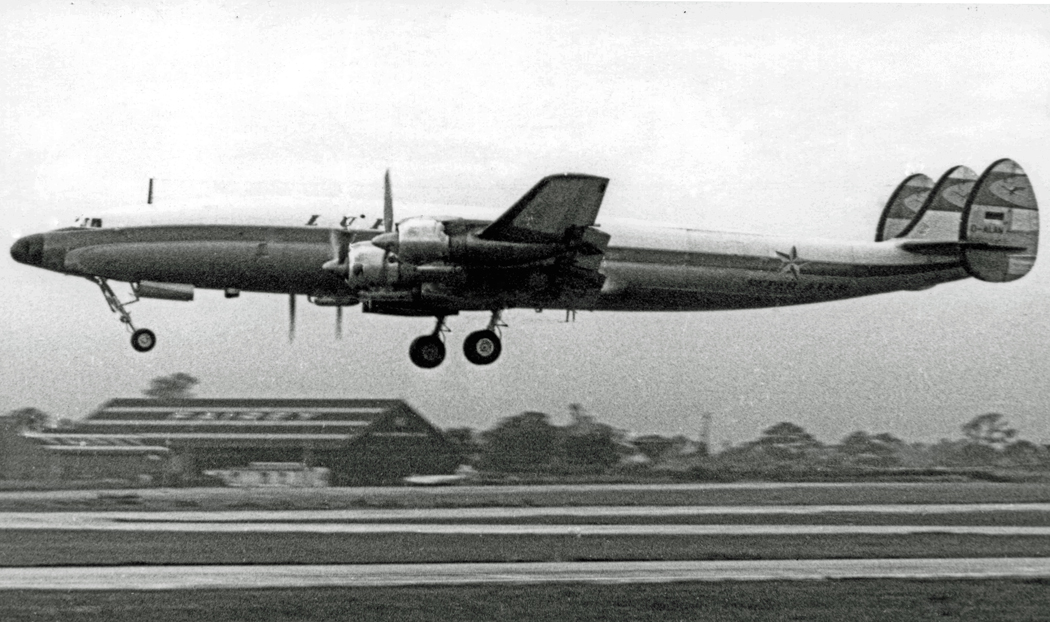
1961年ルフトハンザのL-1649Aスターライナー貨物機

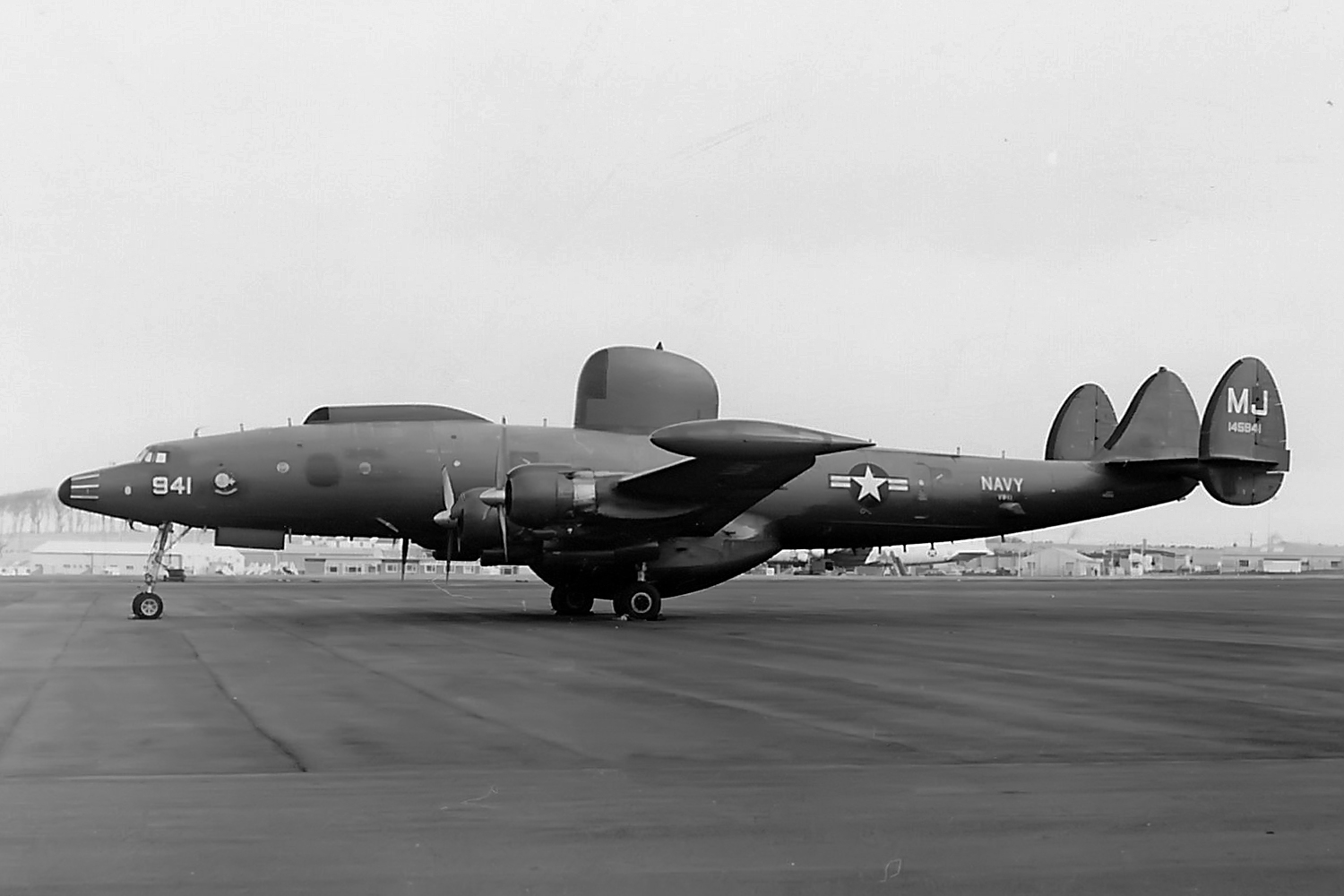
EC-121P

1960年代初頭には、世界中の大手航空会社において幹線航空路の主力機の役割をボーイング707やダグラス DC-8などのジェット機やターボプロップ機に譲り、ライバルのダグラス DC-4/ DC-6/ DC-7同様に、貨物専用機への用途変更や、南アメリカやアフリカなどのローカル中距離路線や、アメリカやヨーロッパでチャーター便を運行する会社に引き取られた。
さらに、ボーイング727やダグラス DC-9などの中短距離用のジェット旅客機の就航で、幹線の国際旅客定期便から急速に姿を消したものの、北米国内定期便ではイースタン航空などが1967年まで運用した。
コンステレーションシリーズは操縦装置に油圧式倍力の操縦系統を採ったが、かつての最新鋭機が備えた油圧式装置は技術上過渡期のいわゆる「初期欠陥」を抱え、整備費用が潤沢な大手の航空会社の定期旅客便から退いて、中古機として引き取った業者ではメンテナンスの煩雑さや部品供給が不評で、ダグラスのDCシリーズより早く姿を消した。
貨物機としてはデッキが高い独特な胴体は積載作業に都合が悪く、長胴型のL-1049が早々に退役する一方で、部品が他機種との互換性があった初期L-049型やターボコンパウンドのないR-3350型エンジンのL-749は積載容積や運用用途から重宝され、長らえた。
なお、アメリカでの民間旅客型や定期便の退役は早かったが、哨戒機のEC-121型は、1970年代半ばまで現役に留まった。
その後2000年代初頭まで、アメリカ国内や太平洋諸国、南アメリカなどでごく少数が貨物機として運航されていた。

### 保存

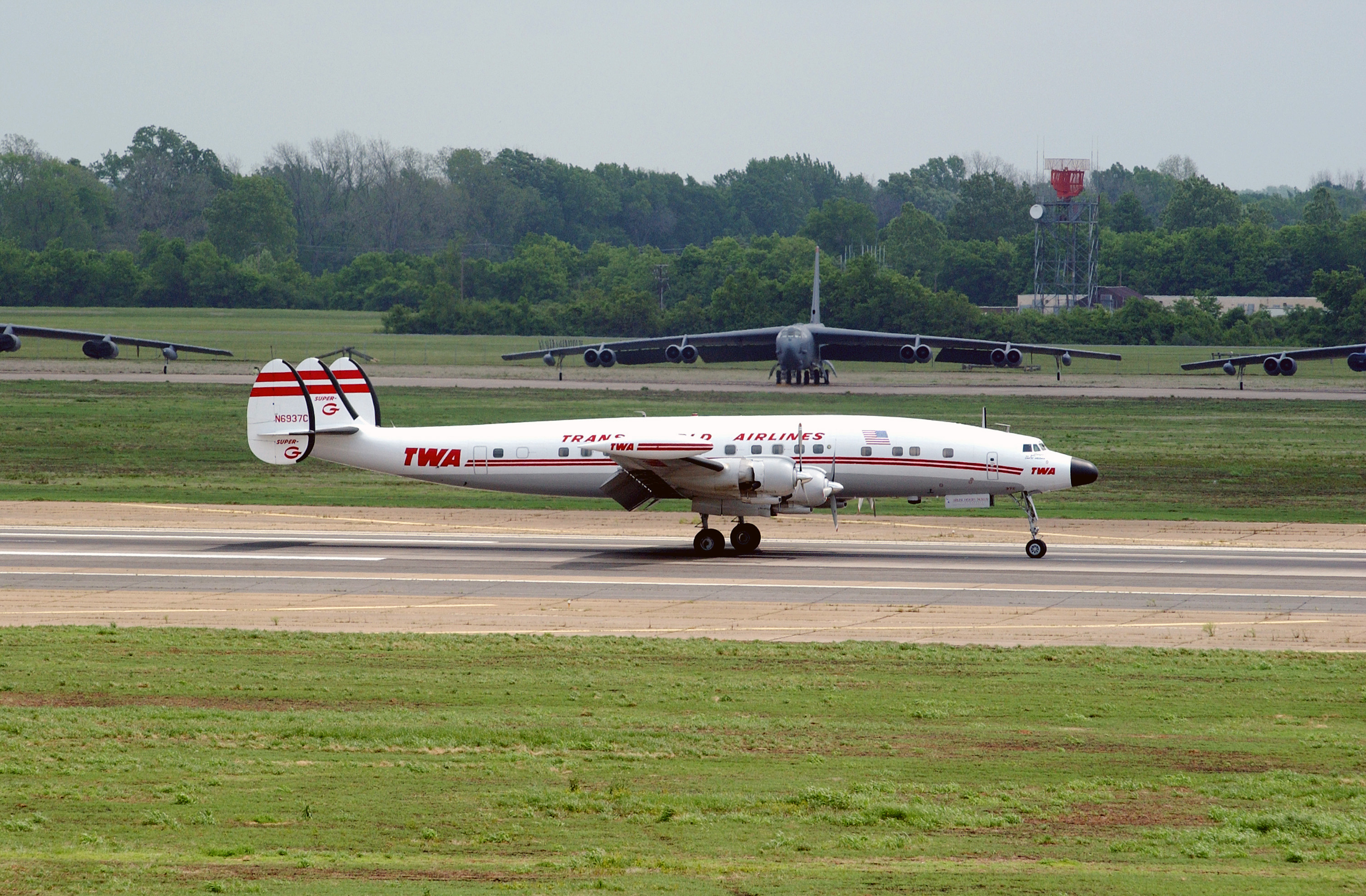
「セイブ・ア・コニー」のL-1049Hスーパー・コンステレーション

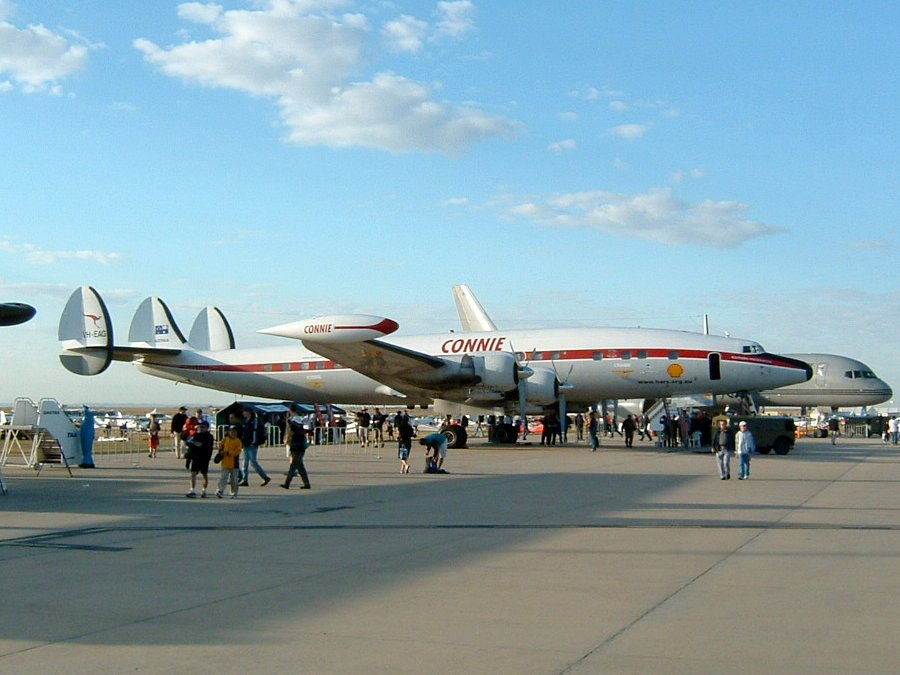
カンタス航空OBらの動態保存機・EC-121P「VH-EAG」

2021年現在は現役を離れ、その美しい機体デザインから多数の航空博物館で保存されている。軍用モデルであるC-121の払い下げ機を中心として、動態保存されている機体も存在する。
アメリカの民間保存団体である「セイブ・ア・コニー」 は、スリック航空の純民間型L-1049H（機体登録記号「N6937C」）にトランス・ワールド航空（同社ではL-1049Hは採用していないが、貨物型転用機は存在する）を模した塗装を施して保存しており、映画撮影などに利用されている。
保存団体の手で、スリック航空所属機時代には搭載されなかった気象レーダーや燃料タンク（チップタンク）が装備されているが、現役貨客混載型の原型をおおむね留めている。なお、スリック航空はアメリカ軍の貨客チャーター便を請負っており、「N6937C」機もベトナム戦争が本格化した1960年代に日本へ幾度か飛来し、横田飛行場や立川飛行場、羽田空港などで撮影された写真が残されている。
また、カンタス航空OBなどの当時携わった有志がC-121を買い取り、かつてのL-1049Gに模した動態保存機（国籍登録記号「VH-EAG」）がオーストラリアに存在している。
レッドブル会長のディートリヒ・マテシッツなどの愛好家などがアメリカ軍のC-121からレストアした機体が遊覧飛行やエアショーに使用されている。

## 技術

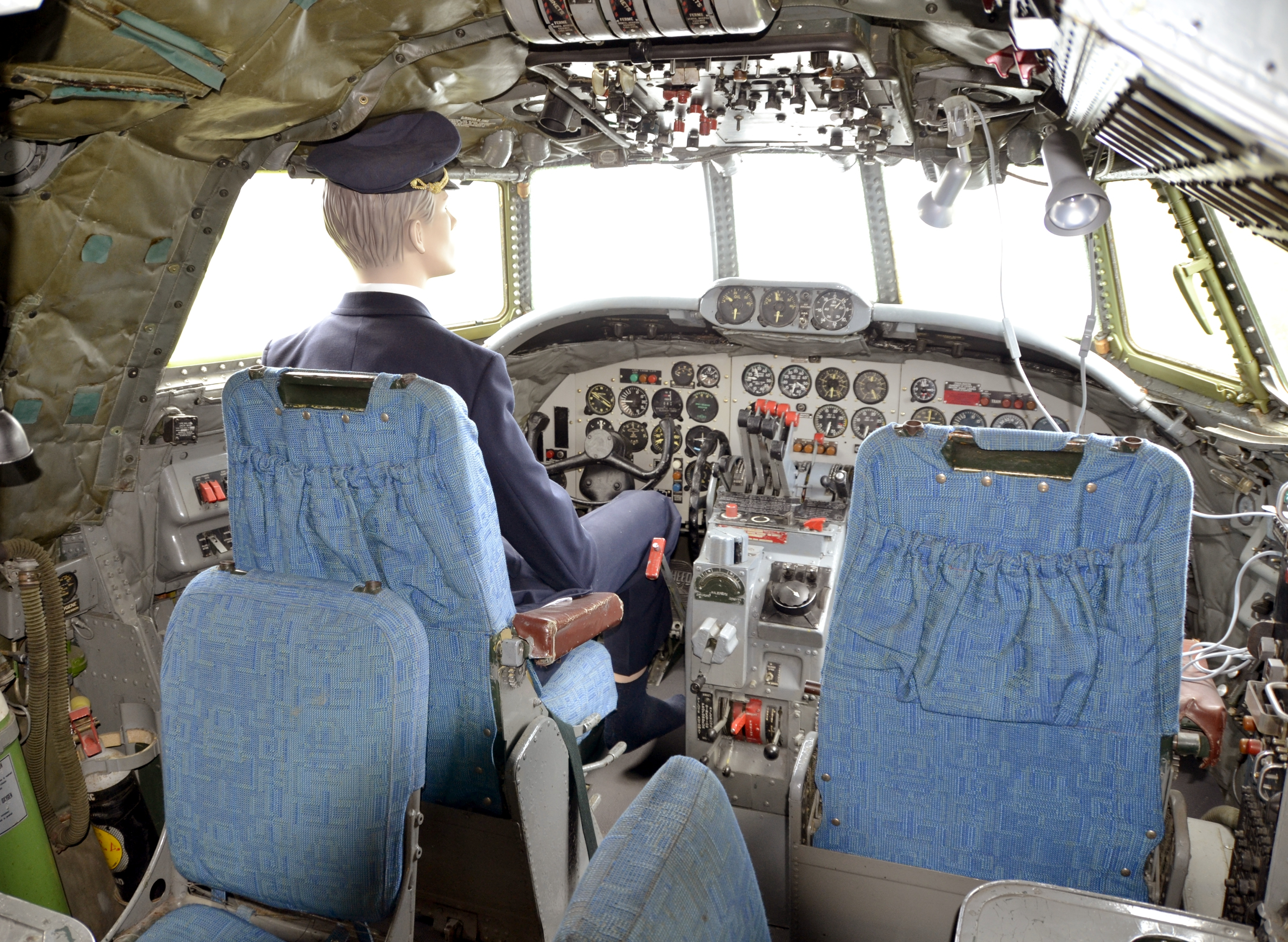
コンステレーションのコックピット

機首では極度に細く、主翼付け根部分で背を盛り上げるように太くなり、また後尾にかけて窄まる独特な曲面美を持つ胴体と、3枚の垂直尾翼、高い脚構造という特徴的な形態を備える。
翼型はロッキード製のP-38ライトニング戦闘機と同一で大きさが違うだけである。本機を特徴付ける3枚の垂直尾翼はトランス・ワールド航空の格納庫に収納するために低くする必要があったため。しかし、これにより空気抵抗が増え、重量も増加した。油圧操舵機構と着氷を防ぐ目的で主翼と尾翼の先端に熱による防氷装置を有している。

## スペック（投影図はL-1049C）
L-1049 "スーパー・コンステレーション"
- 全長： 34.62 m
- 全幅： 37.49 m
- 全高： 7.6 m
- 速度： 約 550 km/h
- 乗客数：約 80 - 100名

L-049　"C-69″
- 全長： 29.0 m
- 全幅： 37.5 m
- 全高： 7.2 m
- 翼面積： 153.3 m2
- 自重： 22,907 kg
- 全備重量： 32,659 kg
- 発動機：ライトR-3350-35 2,200hp×4
- 最高速度： 571 km/h=M0.47
- 巡航速度： 503.72 km/h=M0.41
- 上昇率： 494 m/min
- 実用上昇限度： 7,770 m
- 航続距離：6,429 km
- 乗員：6 + 81名

## 派生型
- L-049

軍の指定
- C-69
- C-69A
- C-69B
- C-69C
- C-69D
- L-049 コンステレーション

L-049の民間向け名称
- L-649 コンステレーション
- L-749 コンステレーション
- L-1049 スーパー・コンステレーション
- L-1249 スーパー・コンステレーション
- L-1649 スターライナー
- EC-121 ウォーニングスター

早期警戒機 アメリカ海軍が使用

## 運航者

### 航空会社

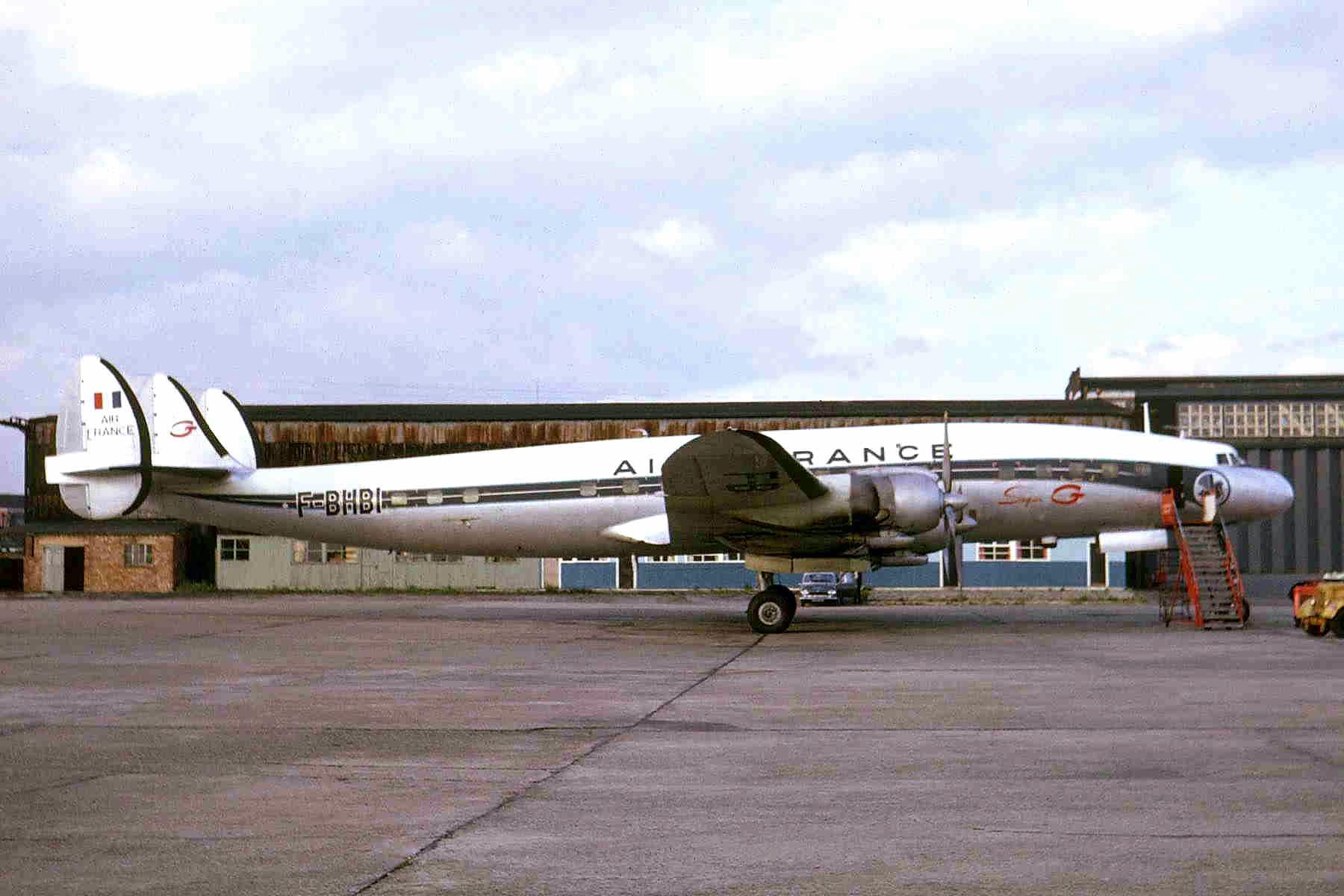
L-1049Gスーパー・コンステレーション（エールフランス航空）

- トランス・ワールド航空
- パンアメリカン航空
- ワールド・エアウェイズ
- イースタン航空
- キャピタル航空
- フライング・タイガー
- ヴァリグ・ブラジル航空
- レアル航空
- アビアンカ航空
- クバーナ航空
- エールフランス
- KLMオランダ航空
- ルフトハンザドイツ航空
- 大韓航空
- エア・インディア
- エル・アル・イスラエル航空
- カンタス航空
- チャイナエアライン

### 軍用

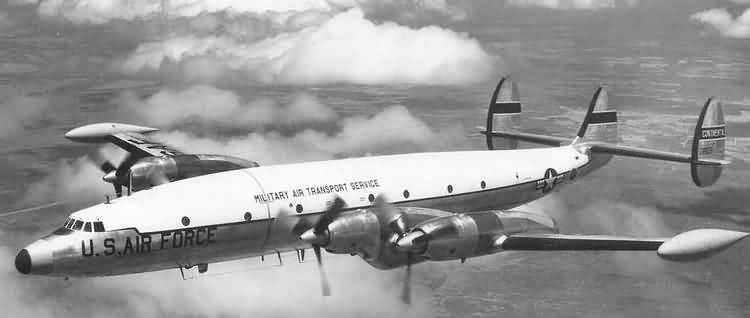
アメリカの軍用スーパー・コンステレーション YC-121F（ターボプロップ・エンジンのテスト機）

フランス
- フランス空軍

 インド
- インド空軍
- インド海軍

 インドネシア
- インドネシア空軍

 イスラエル
- イスラエル空軍

 アメリカ合衆国
- アメリカ空軍
- アメリカ海軍

## 日本におけるコンステレーション

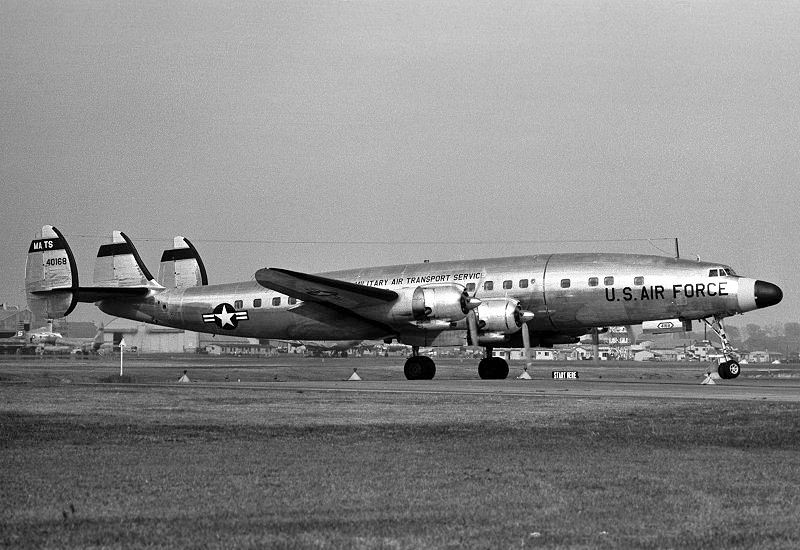
立川基地をタクシングするアメリカ軍のC-121

日本ではフラッグキャリアの日本航空がDC-4B、DC-6、DC-7Cとダグラス製の機材を重用して導入し、また同社以外にこのクラスの大型機を運航できる航空会社がなかったため、本シリーズは導入されなかった。
パンアメリカン航空やエールフランス、ルフトハンザや大韓航空などの定期便やチャーター便が乗り入れたほか、アメリカ軍のチャーターで立川基地や横田基地に乗り入れる航空会社があった。また1964年に開催された東京オリンピックのチャーター機としても使用された。
なお、エールフランスは日本航空とともに東京国際空港 - オルリー空港（パリ）間に共同運航便を運航していたことから、1950年代後半から1960年代前半にかけて、エールフランスのL-1049/L-1649に日本航空のロゴを入れ、客室乗務員を乗務させ同路線を運航していた。
1972年にL-1649 スターライナー試作機（登録記号N1102）が名古屋空港に飛来した後に解体された。同機は1972年12月に新潟空港に到着、解体後に三条市で再度組み立てられ、1973年8月から国道8号沿いでレストラン「エア・ポート ロッキード」の店舗として使用された。1979年には千葉の谷津遊園に移設されたが、同園閉園の際にスクラップ処分された。